# Liste des titres musicaux numéro un en Autriche en 1978
Cette page liste les titres numéro un dans les meilleures ventes de disques en Autriche pour l'année 1978.

## Classement des singles
| №  | Date         | Artiste                            | Titre               |
| -- | ------------ | ---------------------------------- | ------------------- |
| 1  | 15 janvier   | Smokie                             | Needles And Pins    |
| 2  | 15 février   | Smokie                             | Needles And Pins    |
| 3  | 15 mars      | Wings                              | Mull Of Kintyre     |
| 4  | 15 avril     | ABBA                               | Take a Chance on Me |
| 5  | 15 mai       | Boney M.                           | Rivers of Babylon   |
| 6  | 15 juin      | Boney M.                           | Rivers of Babylon   |
| 7  | 15 juillet   | Boney M.                           | Rivers of Babylon   |
| 8  | 15 août      | Boney M.                           | Rivers of Babylon   |
| 9  | 15 septembre | Bino                               | Mama Leone          |
| 10 | 15 octobre   | Bino                               | Mama Leone          |
| 11 | 15 novembre  | Boney M.                           | Rasputin            |
| 12 | 15 décembre  | John Travolta & Olivia Newton-John | Summer Nights       |

## Classement des albums
| №  | Date         | Artiste         | Titre                      |
| -- | ------------ | --------------- | -------------------------- |
| 1  | 15 janvier   | Compilation     | Resl, laß mi eini!         |
| 2  | 15 février   | Compilation     | Hit Rocket                 |
| 3  | 15 mars      | Compilation     | Disco Fire                 |
| 4  | 15 avril     | Compilation     | Heart Breaker              |
| 5  | 15 mai       | Compilation     | Deutsche Schlagerdiamanten |
| 6  | 15 juin      | Bande originale | Saturday Night Fever       |
| 7  | 15 juillet   | Bande originale | Saturday Night Fever       |
| 8  | 15 août      | Boney M.        | Nightflight to Venus       |
| 9  | 15 septembre | Bande originale | Saturday Night Fever       |
| 10 | 15 octobre   | Compilation     | Disco Nights               |
| 11 | 15 novembre  | Bande originale | Grease                     |
| 12 | 15 décembre  | Bande originale | Grease                     |